# 波塔皮夫卡
51°49′27″N 34°24′30″E / 51.82417°N 34.40833°E
波塔皮夫卡（烏克蘭語：Потапівка）是位於烏克蘭東北部的村莊，由蘇梅州紹斯特卡區的埃斯曼市鎮負責管轄。該村處於克列文河畔，分別距離小博比利夫卡2公里和索皮奇2.5公里，海拔高度187米，2001年人口41。